# 宮古島駐屯地
宮古島駐屯地（みやこじまちゅうとんち、JGSDF Camp Miyakojima）は、沖縄県宮古島市に所在する宮古警備隊等が駐屯する陸上自衛隊の駐屯地である。

## 概要
千代田カントリークラブの跡地を利用し、2019年（平成31年）3月26日に開庁した。宮古警備隊長が駐屯地司令を兼務し、駐屯地管理業務は駐屯地開設当初は宮古警備隊後方支援隊が担当していたが、2023年（令和5年）3月に新編された宮古島駐屯地業務隊に移管された。
南西諸島海域における中華人民共和国および朝鮮半島有事などの軍事的脅威に対する日本の離島防衛態勢強化を目的として整備される事業の一環として、26中期防に基づき建設を開始した。開庁当初は離島警備部隊を主力とする380人程度であったが、2019年（平成31年）3月26日に開庁された奄美駐屯地および瀬戸内分屯地、2023年（令和5年）3月16日に開庁された石垣駐屯地同様、地対艦誘導弾・地対空誘導弾部隊の配備が建設当初から発表されており、現在は700名程度の自衛隊員が駐留している。
駐屯地の東部に位置する保良地区には約100メートル（9100㎡）の覆道射場と弾薬庫を含む保良訓練場が整備される予定であり、2021年（令和2年）4月までに弾薬庫等の一部施設の供用が開始された。
2020年（令和2年）3月には九州本土から第7高射特科群本部および1個中隊が移駐し、第302地対艦ミサイル中隊が新編された。

## 沿革
- 2019年（平成31年）3月26日：宮古島駐屯地が開設。

1. 宮古警備隊が新編[12]。宮古警備隊長が駐屯地司令に職務指定。
2. 第444会計隊が西部方面会計隊隷下で新編。
3. 第322基地通信中隊宮古派遣隊が新編。

- 2020年（令和02年）3月26日：

1. 第7高射特科群本部、本部管理中隊、第346高射中隊および第307高射搬送通信中隊の一部（群長以下約200名）が竹松駐屯地から移駐[8]。
2. 第302地対艦ミサイル中隊が第5地対艦ミサイル連隊隷下に編成完結。
3. 第101特科直接支援隊第4直接支援小隊（第302地対艦ミサイル中隊を支援）を新編。

- 2023年（令和05年）3月16日：宮古島駐屯地業務隊を新編[13]。
- 2024年（令和06年）3月17日：

1. 第302地対艦ミサイル中隊を第7地対艦ミサイル連隊第2地対艦ミサイル中隊に改組。
2. 第101特科直接支援隊第4直接支援小隊を改編し、第102特科直接支援大隊第3直接支援中隊第2直接支援小隊（第7地対艦ミサイル連隊第2地対艦ミサイル中隊を支援）を新編。

- 2025年（令和07年）3月24日：電子戦部隊配備のため、長崎県の相浦駐屯地と熊本県の健軍駐屯地の部隊の一部から合わせて40人ほどが移駐[14][15]。

## 駐屯部隊

### 西部方面隊隷下部隊
- 第15旅団
  - 宮古警備隊[4]
- 第2特科団
  - 第7地対艦ミサイル連隊
    - 第2地対艦ミサイル中隊
- 第2高射特科団
  - 第7高射特科群
    - 第7高射特科群本部
    - 本部管理中隊
    - 第346高射中隊
    - 第307高射搬送通信中隊
- 西部方面後方支援隊
  - 第102特科直接支援大隊
    - 第3直接支援中隊
      - 第2直接支援小隊：第2地対艦ミサイル中隊を支援

  - 第102高射直接支援大隊
    - 第2直接支援中隊：第7高射特科群を支援
      - 中隊本部
      - 整備小隊
      - 第3直接支援小隊：第346高射中隊を支援
- 西部方面会計隊
  - 第444会計隊
- 西部方面システム通信群[4]
  - 第102基地システム通信大隊
    - 第322基地通信中隊
      - 宮古島派遣隊
- 宮古島駐屯地業務隊

### 陸上総隊隷下部隊
- 電子作戦隊
  - 第101電子戦隊の一部
  - 第301電子戦中隊の一部

### 防衛大臣直轄部隊
- 警務隊
  - 西部方面警務隊
    - 第136地区警務隊
      - 宮古派遣隊